# Famille de Courrèges
La famille de Courrèges, est une famille française originaire de la province du Béarn.
La branche aînée fut anoblie au XVIIIe siècle mais elle est éteinte. La branche cadette subsiste et elle s'est divisée en plusieurs rameaux. Plusieurs de ses membres occupèrent des charges près le parlement de Navarre. Au XVIIIe siècle, elle compte au parlement de Navarre des conseillers et un président à mortier. Également plusieurs trésoriers généraux des finances de Navarre et Béarn. À l'époque contemporaine, un évêque et plusieurs officiers généraux.

## Étymologie
Le nom Courrèges a une origine méridionale. Le mot appartient à la langue d'oc et a le sens de : « courroie » et, par métaphore, désigne souvent des champs étroits et allongés, sert à désigner des quartiers ou des parcelles, des marchands ou fabricants de courroies, des possesseurs ou habitant d'un champ étroit et long, etc.,,

## Histoire
Le généalogiste Gustave Chaix d'Est-Ange indique : « La famille de Courrèges paraît être originaire d'Oloron-Sainte-Marie en Béarn où elle est connue dès le XVe siècle. Gaspard de Courrèges était notaire dans cette ville en 1558. Jean de Courrèges fut notaire à Oloron de 1678 à 1706 ».
La famille de Courrèges compte parmi ses membres six magistrats au parlement de Navarre au cours du XVIIIe siècle dont trois générations successives (1718, 1752, ?). L'un de ceux-ci y fut président à mortier en 1765.
En 1786 la branche aînée de la famille de Courrèges fut dispensée comme noble du paiement du droit de marc d'or de noblesse.
La souche s'est partagée au XVIIe siècle en deux grandes branches, celle des seigneurs d'Agnos, qui s'est perpétuée jusqu'à nos jours, et celle des barons de Doumy, aujourd'hui éteinte.
La branche de Courrèges d'Agnos descend de Jean-Raymond de Courrèges, né à Oloron vers 1658, décédé le 16 août 1733, qui exerça l'office anoblissant de conseiller secrétaire du Roi, maison et couronne de France en la chancellerie près le Parlement de Navarre de 1711 à 1720. Il revendit sa charge avant les 20 ans requis. Cet anoblissement par charge serait cependant valable si la vente contenait une "clause de survivance". Il avait épousé Marguerite de Saint-Gaudens.

De cette branche de Courrèges d'Agnos est issue au XIXe siècle la branche de Courrèges d'Ustou (le nom de la famille d'Ustou a été relevé par cette branche à la suite de son extinction dans la famille de Courrèges avec Louise d'Ustou, mariée en 1847 à Maxime de Courrèges et décédée en 1871 dernière de son nom).
La branche éteinte de Courrèges des barons de Doumy, a pour auteur Michel-Nicolas de Courrèges, qui était un neveu de Jean-Raymond de Courrèges (auteur de la branche des seigneurs d'Agnos). Il fut conseiller secrétaire du Roi, trésorier de la maison et couronne de Navarre et admis en 1718 aux États du Béarn à cause de sa seigneurie de Doumy, une des dix grandes baronnies du Béarn. Il avait épousé Marie-Thérèse de Navailles.
Régis Valette écrit que la famille de Courrèges, dans sa branche des seigneurs d'Agnos seule subsistante à ce jour, fut anoblie en 1700, ou en 1720, par charge de conseiller-secrétaire du roi près le Parlement de Navarre. Cette charge conférait la noblesse du premier degré personnelle dès l'entrée en fonction mais la noblesse héréditaire qu'après vingt ans d'exercice ou le décès durant l'exercice des fonctions. Régis Valette indique comme principe d'anoblissement « secrétaire du roi 1700-1720 ».
Arnaud Clement écrit que la branche aînée (éteinte) fut bien anoblie mais que la branche cadette (subsistante) semble de noblesse inachevée.
Cette famille a été admise en 1939 à l'ANF, mais elle doit désormais apporter une nouvelle preuve de noblesse pour s'y maintenir.

## Possessions
La famille de Courrèges acquit au XVIIIe siècle les abbayes laïques de Bérenx, d'Orthez, d'Arudy, la baronnie de Doumy, les fiefs d'Agnos, de Bidos, de Précillon, de Marca de Gan, de Serres-Castet, etc.
La possession de certains de ces fiefs permit l'entrée de ses titulaires aux États de Béarn (1718, 1726, 1741, 1745, 1765).

## Filiation
Branche de Courrèges de Doumy,.
- Michel-Nicolas de Courrèges, né à Gan, trésorier général de Navarre et Béarn, anobli par la charge de conseiller-secrétaire du roi, admis en 1718 aux États de Béarn pour la baronnie de Doumy. Il avait épousé en 1714 à Mirepeix Marie-Thérèse de Navailles, fille de Galatore, seigneur de Mirepeix, et de Thérèse Duplaa, qui lui donne quatre filles et trois fils tous nés à Pau :
  - Pierre-Joseph de Courrèges, baron de Doumy, conseiller au parlement de Navarre, conseiller-secrétaire du roi, maison et couronne de France, admis en 1741 aux États du Béarn pour la baronnie de Doumy. Sans postérité.
  - François-Xavier de Courrèges, trésorier général de Navarre et Béarn en 1745, admis aux États du Béarn la même année pour la seigneurie de Marca de Gan. Marié à Mlle de Badet, il ne laisse que des filles.

Branche de Courrèges d'Agnos,.
- Jean-Raymond de Courrèges (branche d'Agnos) (vers 1658-1733), anobli par la charge de conseiller-secrétaire du roi, maison et couronne de France près du parlement de Navarre exercée de 1700 à 1720. Marié en 1695 à Arudy à Marguerite de Saint-Gaudens, fille de Jean, seigneur de Béon[Lequel ?], et de Paule de Salettes, qui lui donne deux fils et quatre filles, tous nés à Arudy :
  - Jean-Raymond de Courrèges (1697-1790), conseiller (1718) puis président à mortier (1765) au parlement de Navarre, abbé laïque de Bérenx, d'Orthez et d'Arudy, admis en 1726 aux États du Béarn pour la seigneurie d'Agnos qu'il tenait de sa femme Marie-Sylvaine de Guimbaud d'Agnos, fille de Jean de Guimbeau, seigneur d'Agnos, et de Jeanne-Marie de Casais, épousée le 30 juillet 1725 à Oloron. Elle lui donne quatre fils et six filles :
    - Jean-André de Courrèges , conseiller (1752) au parlement de Navarre, abbé laïque d'Orthez, admis en 1765 aux États du Béarn pour sa seigneurie de Précillon, directeur  en 1766 de l'université de Pau[15]. D'où trois fils sans postérité : 
      - Joseph de Courrèges, lieutenant-colonel au service d'Espagne, mort en 1859.
      - Jean-Marie de Courrèges, conseiller au parlement de Navarre puis à la Cour de Pau, chevalier de la Légion d'honneur.
      - Jean-Raymond de Courrèges (Pau, 7 novembre 1770 - Agnos, 19 novembre 1825), conseiller au parlement de Navarre, maire d'Agnos de 1813 à 1825.

    - Joseph-Ignace de Courrèges dit le chevalier de Courrèges, conseiller au parlement de Navarre (1771), abbé laïque d'Arudy, marié en 1804 à Mlle de Palaminy, dont trois fils : 
      - Louis-Théodore de Courrèges, maire de Gan de 1855 à 1864, qui ne laissa que des filles.
      - Jean-Anatole de Courrèges, officier de cavalerie[réf. nécessaire], marié en 1839 à Mlle Ducasse de Horgues (d'où postérité).
      - Jean-Maxime de Courrèges, marié en 1847 à Mlle d'Ustou de Saint-Michel (d'où postérité).

## Personnalités
Sous l'Ancien Régime, la famille de Courrèges a donné plusieurs conseillers au Parlement de Navarre. Elle compte également parmi ses membres Jacques de Courrèges, garde du corps du roi Louis XVI (compagnie de Noailles en 1791). Au XXe siècle et au XXIe siècle, elle a donné des ecclésiastiques et des officiers généraux.
- Louis de Courrèges d'Ustou (1894-1979), évêque de Montauban, Juste parmi les nations, chevalier de la Légion d'honneur, médaille militaire ;
- Michel de Courrèges (1933), général de corps d'armée, grand officier de la Légion d'honneur, commandeur de l'ordre national du Mérite, commandant de l'école des troupes aéroportées, commandant de la 11e division parachutiste, inspecteur de l'Infanterie ;
- Gaëtan de Courrèges (1941), prêtre, auteur-compositeur-interprète ;
- Xavier de Courrèges (1944), officier de cavalerie, général de division, officier de la Légion d'honneur, commandeur de l'ordre national du Mérite, adjoint du COFAT ;
- Bernard de Courrèges d'Ustou (1960), officier de cavalerie, général de corps d'armée, commandeur de la Légion d'honneur, chef du cabinet militaire du Premier ministre, directeur de l'IHEDN puis inspecteur général en service extraordinaire auprès de l'Inspection générale des finances ;
- Hervé de Courrèges (1968), officier de cavalerie, général de corps d'armée, commandeur de la Légion d'honneur[17], commandeur de l'ordre national du Mérite, commandant la 27e brigade d'infanterie de montagne[18], commandant de l'académie militaire de Saint-Cyr Coëtquidan[19] puis directeur de l'IHEDN.

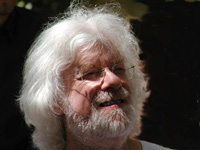
Gaëtan de Courrèges (1941)

## Armoiries
Les armes de la famille se blasonnent ainsi : D'or à la fasce échiquetée d'azur et d'or de deux tires, accompagnée en chef de deux molettes d'azur et en pointe d'un lion léopardé de sable, lampassé de gueules.

## Alliances
Les principales alliances de la famille de Courrèges sont, : de Saint-Gaudens (1695), de Navailles (1714), de Gaimbaud d'Agnos (1725), de Faget (1750), de Badet (1769), de Bonnecase de Lendresse (1772), de Palaminy (1804), de Parage (1834), Ducasse de Horgues (1839), d'Ustou de Saint-Michel (1847), d'Andurain (1855), de Calouin de Tréville (1875), Chastelain de Belleroche (1875), Hüe de Carpiquet de Bougy (1876), Jourda de Vaux de Foletier (1877), de Reydet de Vulpillières (1901, 1906, 1962 et 1964), Berlier de Tourtour (1907), Aubourg de Boury (1907), de Maumigny (1921), de Godon (1921), de Renty (1922), Delom de Mézerac (1922), de Poutier de Sône (1925), del Péré de Cardaillac de Saint-Paul (1940), de Chérade de Montbron (1943), Mourier des Gayets (1946), Copin de Miribel (1948), de Carayon-Talpayrac (1952), de Bardies-Montfa] (1952), L'Hotte (1952), de Carrère (1955), de La Hougue (1958), de Vuillefroy de Silly (1959).